# Patterdale teriér
Patterdale teriér (anglicky Patterdale terrier) je anglické psí plemeno, známé i jako černý fellský teriér. Toto plemeno je neuznané Mezinárodní kynologickou federací (FCI).

## Historie

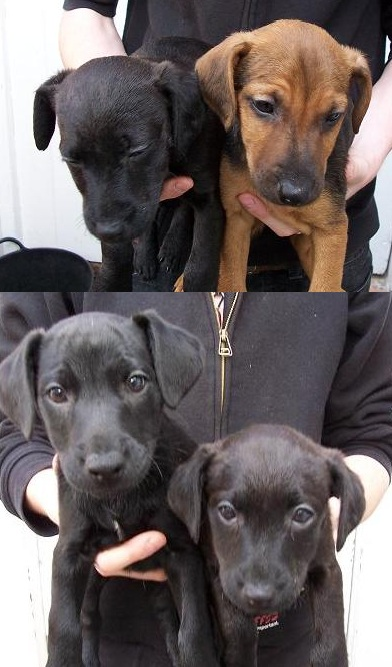
Štěňata PAT

Patterdale teriér pochází z hornatého pomezí mezi Anglií a Skotskem, které dnes známe i jako Lake District . V této oblasti se místní myslivci a kynologové v 18. století snažili vyšlechtit norníka s velkou výdrží a schopností pracovat i v náročných podmínkách, který by dokázal usmrtit i větší zvíře, než je on sám. Z tohoto snažení vznikl patterdale teriér — vytrvalý a neúnavný pes. Nutno podotknout, že při šlechtění se na vzhled nehledělo, proto většinou připomínají patterdale teriérové pouliční směsky. V Lake District žili předci patterdale teriéra již v 16. století, ti byli těm dnešním velmi podobní. Své jméno získal patterdale teriér díky místní vesnici Patterdale. Jedná se o předka Lakeland teriéra, se kterým má i shodnou oblast původu. Krom toho, že to byl i norník jej místní obyvatelé využívali i jako hlídače a krysaře. V současné době je toto plemeno neuznané žádnou z předních kynologických organizací.

Oficiální zkratka plemene je PAT. Rozšířené je toto plemeno po celé Evropě, v Severní Americe i části Jižní Ameriky..

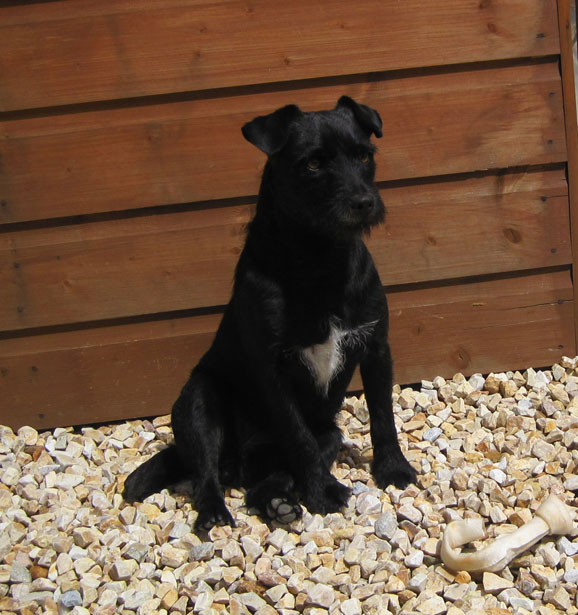

### Chov v Česku
V Česku je toto plemeno oblíbené a dá se říct, že má nejširší genofond patterdale teriérů v Evropě. První jedinci, kteří sem k nám byli přivezeni pocházeli z USA od chovatele Hamondse. Těch bylo celkem sedm, dva psi a pět fen. Později k nám byli přivezeni i psi od nejznámějšího chovatele těchto psů a zakladatele nejdůležitějšího klubu patterdale teriérů, od Briana Nuttalla. Od něj sem byli importování dva psi a jedna fena.
V roce 2002 začala platit vyhláška, která zakazovala účast jedinců plemen neuznaných FCI na loveckých zkouškách, ale jejich obliba kupodivu neklesla. Myslivci dodnes toto plemeno používají k norování, nahánění, dohledávkám a dosledům.

### Vzniklá plemena
Patterdale teriér dal vzniknout jednomu psímu plemeni a to lakeland teriérovi. I ten byl vyšlechtěn v Lake District.

## Povaha
Patterdale teriér je vytrvalý a pracovitý lovecký pes. Je velmi temperamentní, věrný a inteligentní. Umí se sám rozhodnout. Psi (samci) bývají často velmi dominantní a proto se při jejich výcviku musí majitel ukázat jako vůdce. Jsou učenliví a hodí se pro agility, norování, aportování, nahánění a dohledávku pernaté zvěře. Jsou mrštní a schopni pracovat v různých podmínkách. V jejich chovu se hodně rozvíjí jejich lovecký pud, který je velmi těžké ovládat. Je značně žárlivý.
Nejsou to dobří společníci do rodiny. Jsou hodně aktivní a vyžadují pohyb, nejpřirozenější je pro ně pak lov. Hlavním problémem ale je jejich dominantnost, která se projevuje nesnášenlivostí jiných psů nebo dominantním chováním vůči dětem. Neumějí pracovat ve skupině s více psy a nejsou vhodní k jiným zvířatům, protože mohou mít sklony je pronásledovat a udávit je. Jsou to ale i dobří hlídači. Mají vysoký hlas, kterým upozorní na jakéhokoliv nezvaného hosta. v případě nouze mohou v obraně majetku i zaútočit.

## Péče
Tito psi potřebují mít dostatek pohybu a zaměstnat nejen svaly, ale i mozek. Jsou velmi inteligentní a hodí se jak pro lov, tak pro psí sporty.
Nevyžaduje speciální výživu.Toto plemeno je velmi vázáno na člověka a nesnáší nátlakové metody výcviku. Při výchově i výcviku musí být majitel především citlivý a vnímavý, patterdale teriér nesnáší parforsní metody výcviku a nátlak. Na vedení je velmi citlivý. Je důležitá správná socializace ve všech fázích vývoje mladého jedince, hlavně pak v případě, že majitel bude chtít, aby pracovat ve smečce.

## Zajímavosti
Toto plemeno nebylo dosud uznáno Mezinárodní kynologickou federací, nemůže proto získat mezinárodní ocenění CACIB a CACIT.
Po novelizaci zákona o myslivosti v roce 2001 se patterdale teriér nemůže stát v ČR lovecky upotřebitelným psem. Zákon totiž praví, že „lovecky upotřebitelným psem se může stát lovecké plemeno uznané FCI, a to po složení potřebných zkoušek“.